# Pedro Pinho
Pedro Nuno Almeida Pinho (Vale de Cambra, 6 aprile 2000) è un calciatore portoghese, centrocampista del Chaves.

## Carriera
Pedro Pinho ha giocato con la Sanjoanense dal 2021 al 2023 in Terceira Liga. Nell'estate del 2023 si e unito al Chaves in Primeira Liga. Ha debuttato fra i professionisti il 13 agosto 2023 in un incontro di Primeira Liga perso 2-0 contro il Rio Ave.

## Statistiche

### Presenze e reti nei club
Statistiche aggiornate al 7 ottobre 2023.
| Stagione        | Squadra         | Campionato      | Campionato | Campionato | Coppe nazionali | Coppe nazionali | Coppe nazionali | Coppe continentali | Coppe continentali | Coppe continentali | Altre coppe | Altre coppe | Altre coppe | Totale | Totale | Totale |
| Stagione        | Squadra         | Comp            | Pres       | Reti       | Comp            | Pres            | Reti            | Comp               | Pres               | Reti               | Comp        | Pres        | Reti        | Pres   | Reti   |        |
| --------------- | --------------- | --------------- | ---------- | ---------- | --------------- | --------------- | --------------- | ------------------ | ------------------ | ------------------ | ----------- | ----------- | ----------- | ------ | ------ | ------ |
| 2021-2022       | Sanjoanense     | TL              | 24         | 2          | CP              | 0               | 0               |                    | -                  | -                  |             | -           | -           | 24     | 2      |        |
| 2022-2023       | Sanjoanense     | TL              | 26         | 3          | CP              | 2               | 0               |                    | -                  | -                  |             | -           | -           | 28     | 3      |        |
| 2023-2024       | Chaves          | PL              | 5          | 1          | CP+CdL          | 0+1             | 0               |                    | -                  | -                  |             | -           | -           | 6      | 1      |        |
| Totale carriera | Totale carriera | Totale carriera | 55         | 6          |                 | 2               | 0               |                    | -                  | -                  |             | -           | -           | 57     | 6      |        |